# Грамлих, Рудольф
Рудо́льф Гра́млих (нем. Rudolf Gramlich; 6 июня 1908, Франкфурт-на-Майне, Пруссия — 14 марта 1988, Франкфурт-на-Майне, Гессен) — немецкий футболист и футбольный тренер, играл на позиции атакующего полузащитника. Бронзовый призёр чемпионата мира 1934 года. Легенда франкфуртского «Айнтрахта».

## Биография

### Клубная карьера
В 1929 году Грамлих присоединился к составу франкфуртского «Айнтрахта», за который играл всю карьеру. В 1932 году в составе «Айнтрахта» играл в финале чемпионата Германии, в котором франкфуртский клуб проиграл «Баварии» со счётом 0:2. Всего в общей сложности во всех турнирах сыграл более 200 матчей. Завершил игровую карьеру в 1939 году.
Затем с 1939 по 1942 год фактически возглавлял франкфуртский «Айнтрахт».

### Карьера в сборной
Дебютировал за сборную Германии 27 сентября 1931 года в товарищеском матче со сборной Дании — Германия выиграла со счётом 4:2.
В составе сборной Германии был участником чемпионата мира 1934 года, где сыграл в 1/4 финальном матче со сборной Швеции — Германия выиграла матч со счётом 2:1. В составе сборной Германии на этом турнире он стал бронзовым призёром.
В составе олимпийской сборной Германии принимал участие на олимпийском футбольном турнире 1936 года, где сыграл в матче со сборной Норвегии (0:2). Всего в составе сборной Германии сыграл 22 матча.

### Военная служба
Ещё во время игровой карьеры Грамлих поступил на службу в СС и работал тренером футбольной команды в Спортивном союзе СС во Франкфурте. В ноябре 1939 года он был призван в войска СС и до сентября 1940 года служил в 8-м штандарте дивизии СС «Мёртвая голова». Весной 1940 года дивизия осуществляла террор гражданского населения на территории оккупированной Польши. Об участии Грамлиха в карательных операциях неизвестно, но согласно решению суда 1947 года его действия были квалифицированы как «меньшая виновность».
В 1940 году вступил в НСДАП. В 1941 году был переведён в Прагу, где помогал создавать Рейсхшколу СС по физическим упражнениям. В 1944 году получил звание унтерштурмфюрера СС. В сентябре 1944 года стал учителем физкультуры в школе СС для юношей в Праге. В мае 1945 года был арестован войсками союзников и в течение двух с половиной лет содержался в лагерях для интернированных.

### Возвращение в футбол
В июле 1948 года вернулся в руководство франкфуртского «Айнтрахта» и начал работать в комитете футбольного клуба. Он возглавлял комитет с 1949 по 1951 год.
В ноябре 1951 года возглавил «Дармштадт 98», который возглавлял до марта 1952 года. С 1955 по 1970 год работал в Немецком футбольном союзе и «Айнтрахте» на нескольких должностях, в том числе и президентом клуба. За эти годы «Айнтрахт» добился небольших успехов, главный из которых выход в финал Кубка европейских чемпионов против мадридского «Реала»; который закончился победой «королевского клуба» со счётом 7:3.
В 1970 году по состоянию здоровья покинул пост президента франкфуртского «Айнтрахта».

### Смерть
Скончался 14 марта 1988 года в возрасте 79 лет во Франкфурте-на-Майне в возрасте 79 лет.
В январе 2020 года посмертно был лишён звания почетного президента из-за своего нацистского прошлого.